# Ronan Le Gleut
Ronan Le Gleut, né le 21 août 1976 à Berlin-Ouest en Allemagne, est un homme politique français. Il occupe le poste de sénateur des Français établis hors de France, élu lors des élections sénatoriales de 2017 ; il est réélu sénateur lors des élections sénatoriales de septembre 2023.

## Biographie

### Origines et formation
Ronan Le Gleut est né le 21 août 1976 dans le quartier de Berlin-Wedding,.
Après le lycée La Nativité à Aix-en-Provence, il suit des études d'ingénieur en télécommunications à Télécom Lille (aujourd'hui IMT Nord Europe) et est diplômé en 2000. Au Centre d'études internationales de la propriété intellectuelle (CEIPI) de l'université de Strasbourg, il obtient un diplôme d'université (D.U.) Brevets d'invention, en 2006. Il est inscrit sur la liste des Personnes Qualifiées en propriété industrielle mention ingénieur brevets d’invention de l’Institut national de la propriété industrielle (INPI)[source secondaire souhaitée].
En 2024, il est auditeur de la 4e session nationale de l'Institut des hautes études de défense nationale (IHEDN) (cycle 2024-2025) au sein de la 77e majeure « politique de défense ».

### Carrière professionnelle
Après l'obtention de son diplôme d'ingénieur, il exerce dans l'entreprise Cable & Wireless à Munich (2000-2002), puis dans la start-up Elettronica Professionale à Sassari (2002), avant de rejoindre l'Office européen des brevets à Berlin (2003-2017).
En 2008, il devient colonel de la réserve citoyenne de l'armée de l'air française, au sein du réseau ADER.

### Parcours politique
De 2014 à 2018, Ronan Le Gleut est conseiller consulaire Les Républicains et élu à l'Assemblée des Français de l'étranger (AFE) pour la circonscription contenant l'Allemagne, l'Autriche, la Slovaquie, la Slovénie et la Suisse.
Il est candidat à la députation dans la septième circonscription des Français établis hors de France (Europe centrale et orientale) lors des élections législatives de 2012.
En vue des élections sénatoriales de 2017, Ronan Le Gleut participe à une primaire consultative organisée par le groupe Alliance de la droite, du centre et des indépendants de l'AFE, consultation non reconnue par Les Républicains. Il la remporte, et ce devant l'élue au Sénat français Joëlle Garriaud-Maylam. Toutefois, l'investiture officielle des Républicains est donnée à Joëlle Garriaud-Maylam. Par conséquent, il compose une liste divers droite avec six autres présidents locaux de l'UFE grâce à laquelle il est élu sénateur pour les Français établis hors de France le 24 septembre 2017 et sur la liste « Agir ensemble pour les Français de l'étranger ». Il entre en fonction le 2 octobre 2017. Il est membre du groupe Les Républicains.
Il parraine Laurent Wauquiez pour le congrès des Républicains de 2017 , Christian Jacob pour celui de 2019 et Bruno Retailleau pour celui de 2022. Le 23 octobre 2019, le nouveau président des Républicains, Christian Jacob, nomme Ronan Le Gleut au sein de l'équipe dirigeante du parti comme secrétaire général adjoint chargé des relations avec les mouvements politiques étrangers. Le 18 janvier 2023, Ronan Le Gleut est nommé responsable de la Fédération des Français de l’étranger de LR.
En vue de l’élection présidentielle de 2022, Ronan Le Gleut intègre l’équipe de campagne de Valérie Pécresse, chargé des Français établis hors de France. Il fait également partie du groupe "Action extérieure" autour de Michel Barnier, qui alimente le programme Affaires étrangères, Europe et Défense de Valérie Pécresse.
Le 28 juin 2025, Bruno Retailleau, nouveau Président des Républicains, nomme Ronan Le Gleut  membre du bureau politique de LR.
Il est réélu sénateur lors du scrutin de septembre 2023.

### Activité parlementaire

#### Proposition de loi pour la création d'un fonds d'urgence pour les Français de l'étranger
En 2020, il dépose une proposition de loi pour la création d'un fonds d'urgence pour les Français établis hors de France victimes de catastrophes naturelles ou d'événements politiques majeurs,.

#### Défense
Ronan Le Gleut est l’auteur de rapports parlementaires, portant sur le système de combat aérien du futur,, l'impact géopolitique de la crise sanitaire pour l'Union européenne, la défense européenne.

#### Innovation
Ronan Le Gleut est l’auteur de rapports parlementaires, portant sur la juridiction unifiée du brevet, le téletravail et la visioconférence, les blockchains.

#### Europe
Six ans après le lancement de l’initiative des universités européennes par la Commission européenne, qui a permis de financer 64 alliances d’établissements, Ronan Le Gleut plaide pour une « pérennisation du modèle de financement ».

#### Afrique
Dans un rapport sur la présence française en Afrique, Ronan Le Gleut plaide pour que la France ne délaisse pas l’Afrique de l’Ouest, formule une série de propositions visant à enrayer le reflux de la France en Afrique et sanctionne l’échec de la tentative de rénovation des relations entre la France et l’Afrique initiée par Emmanuel Macron depuis son arrivée à l’Élysée .

#### Diplomatie culturelle et d'influence
Dans le cadre de l'examen du Projet de loi de finances 2023, Ronan Le Gleut a rendu un avis plutôt sévère sur les moyens consacrés à la diplomatie culturelle par le gouvernement. Il regrette ainsi l'absence d'investissement pour les Instituts français et les Alliances françaises.
Ronan Le Gleut est l’auteur de rapports parlementaires, portant sur la Diplomatie culturelle et d'influence (Action extérieure de l'Etat dans le Projet de loi de finances pour 2021, 2022 et 2023), le Contrat d'objectifs et de performance (COP) 2020-2022 de l'Institut français, le Contrat d'objectifs et de moyens (COM) 2021-2023 de l'AEFE.

#### Diplomatie parlementaire
En diplomatie parlementaire, il prône un renforcement du Triangle de Weimar et travaille au rapprochement entre le Sénat et le Bundesrat en tant que Président du groupe interparlementaire d'amitié France-Allemagne du Sénat,, préside le groupe d'amitié France-République Démocratique du Congo et a conduit une délégation sénatoriale à Laâyoune,,. Lors d'un déplacement à Kiev en décembre 2023, il propose d'accroître la fourniture à l'Ukraine de munitions et d'équipements (drones, artillerie, guerre électronique). Le 7 mai 2024, il fait adopter par la commission des affaires étrangères, de la défense et des forces armées, une proposition de résolution européenne visant à permettre le financement par la facilité européenne pour la paix d’une mesure d’assistance au profit de l’Arménie,.

## Publications
(mars 2025).
- « Covid-19 : quel impact sur le travail parlementaire et le moteur franco-allemand pour l’Europe ? », p. 59-69 de l’ouvrage collectif Grenzerfahrungen : expériences transfrontalières (sous la direction de Florian Weber, Roland Theis et Karl Terrolion), éditions Springer, 2021  (ISBN 978-3-658-33317-1)[45].
- Il signe en octobre 2020, dans la Revue Défense[46] de l’IHEDN, l'article « Jusqu’à quand les Européens pourront-ils compter sur les Etats-Unis pour se défendre »[47].